# Jaguar XK140
La Jaguar XK140 est une sportive de luxe de la série XK, du constructeur automobile anglais Jaguar. Elle succède aux Jaguar XK120 en 1954, et précède les Jaguar XK150 de 1957.

## Description
La XK140 est une évolution de la Jaguar XK120 du fondateur William Lyons, et de sa prestigieuse version de compétition Jaguar C-Type, à moteur Jaguar XK, vainqueur des 24 Heures du Mans 1951, 24 Heures du Mans 1953, et 12 Heures de Reims 1953... Elle vise essentiellement à s'adapter aux marché américain. 

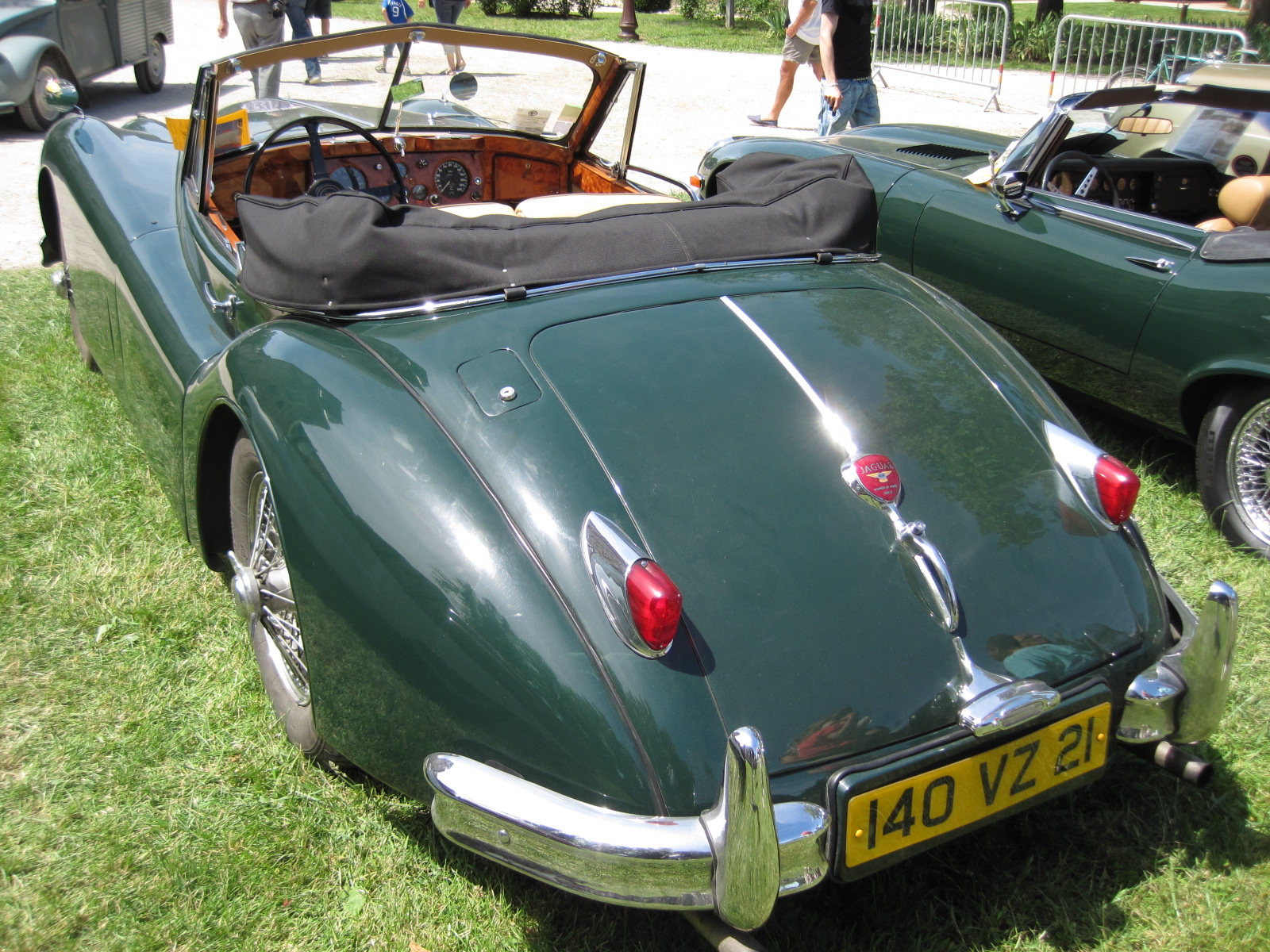
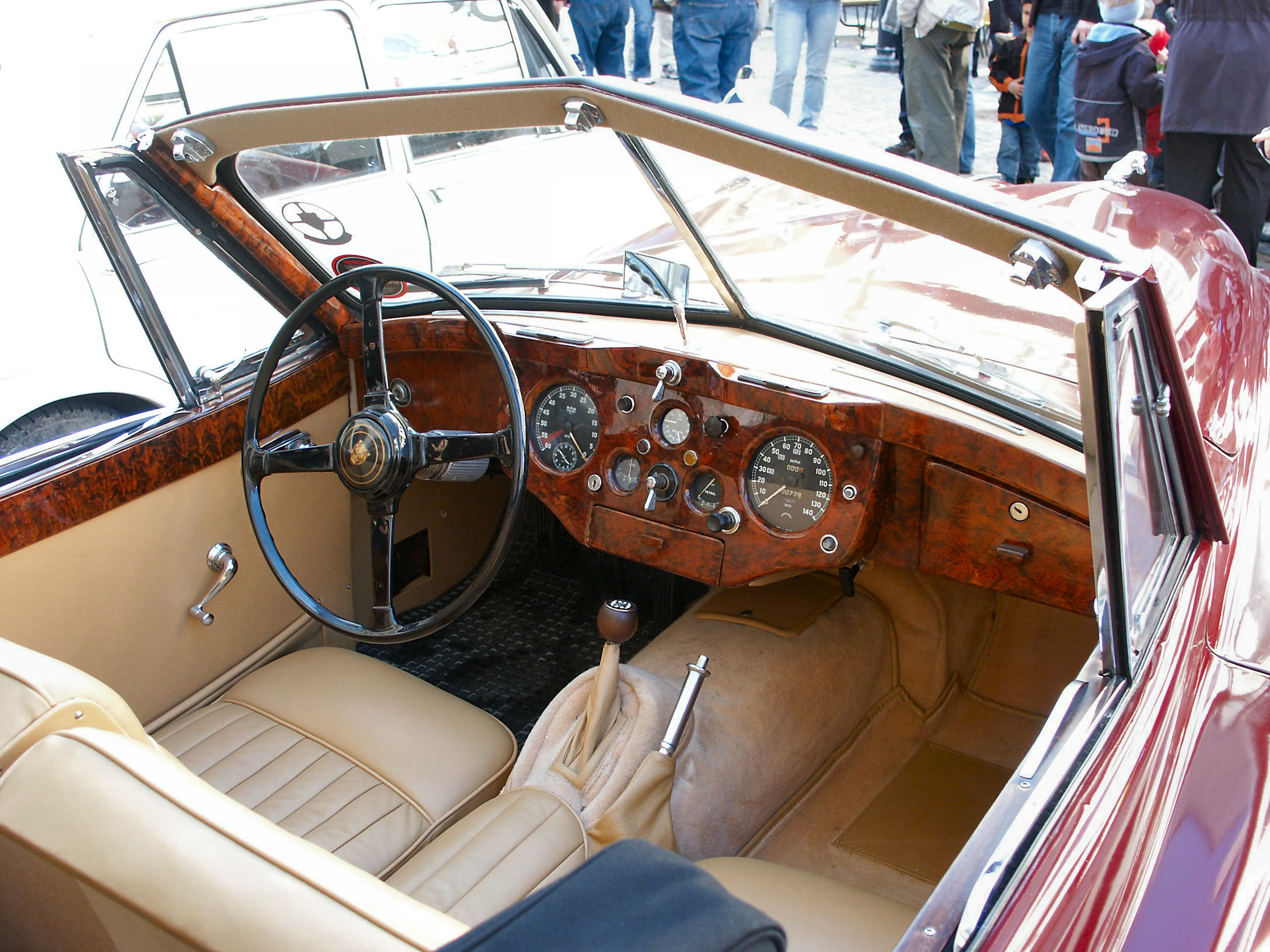
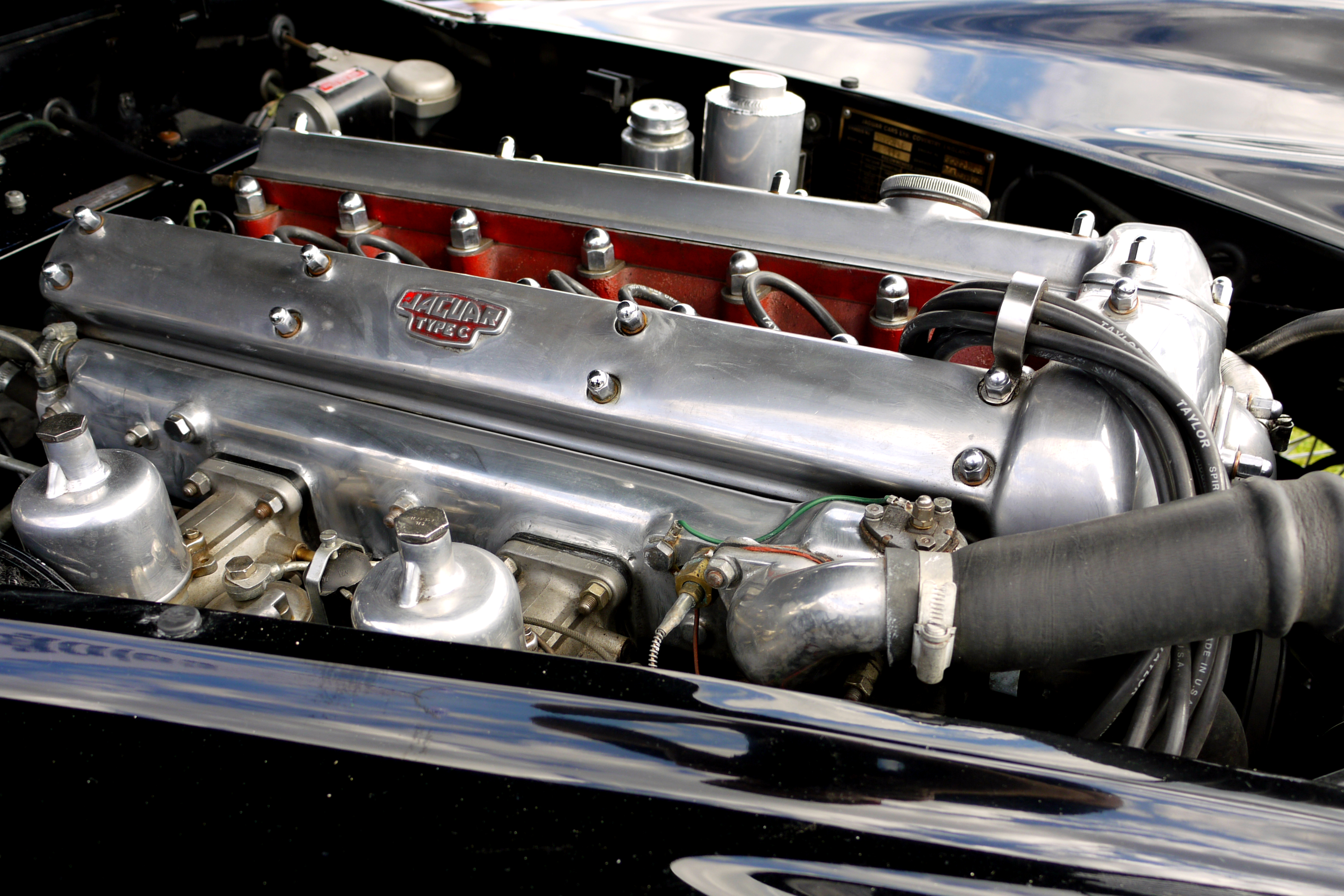

Elle reprend le moteur Jaguar XK 6 cylindres de 3,4 litres des Jaguar XK120 / Jaguar C-Type, dont le logo sur le coffre arrière rappelle le prestigieux palmarès de référence. Commercialisée en trois versions : OTS = Open Two Seater, FHC = Fixed Head Coupe et DHC = Drop Head Coupe. Comme pour la Jaguar XK120 l'option SE (Spécial Equipement) était disponible, cette dernière était équipée de la fameuse culasse Type C et de deux carburateurs SU 8 qui permettaient d'atteindre la puissance de 213 chevaux. 

Modèles de compétition vainqueurs des 24 Heures du Mans
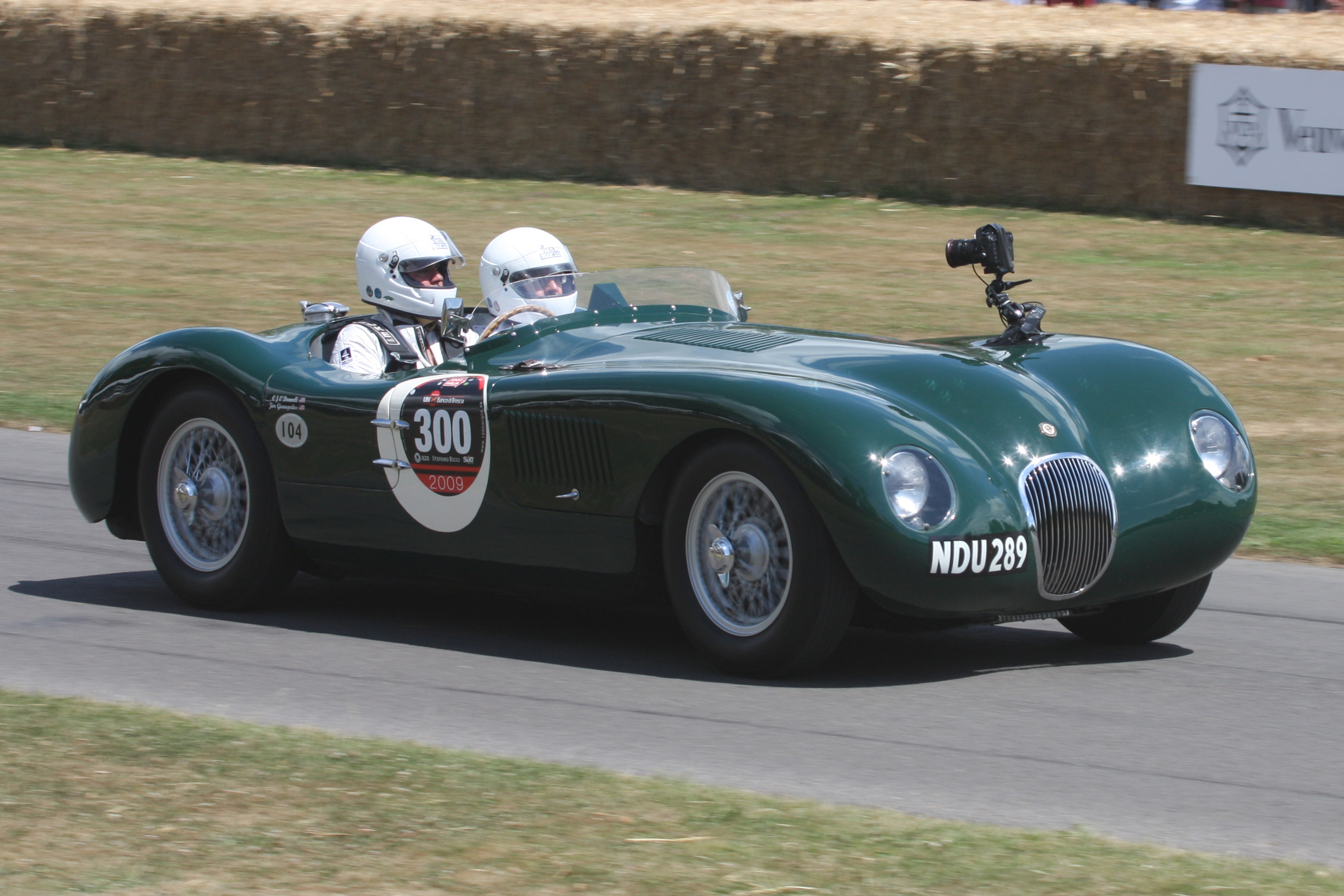
Jaguar C-Type de 1953, Festival de vitesse de Goodwood
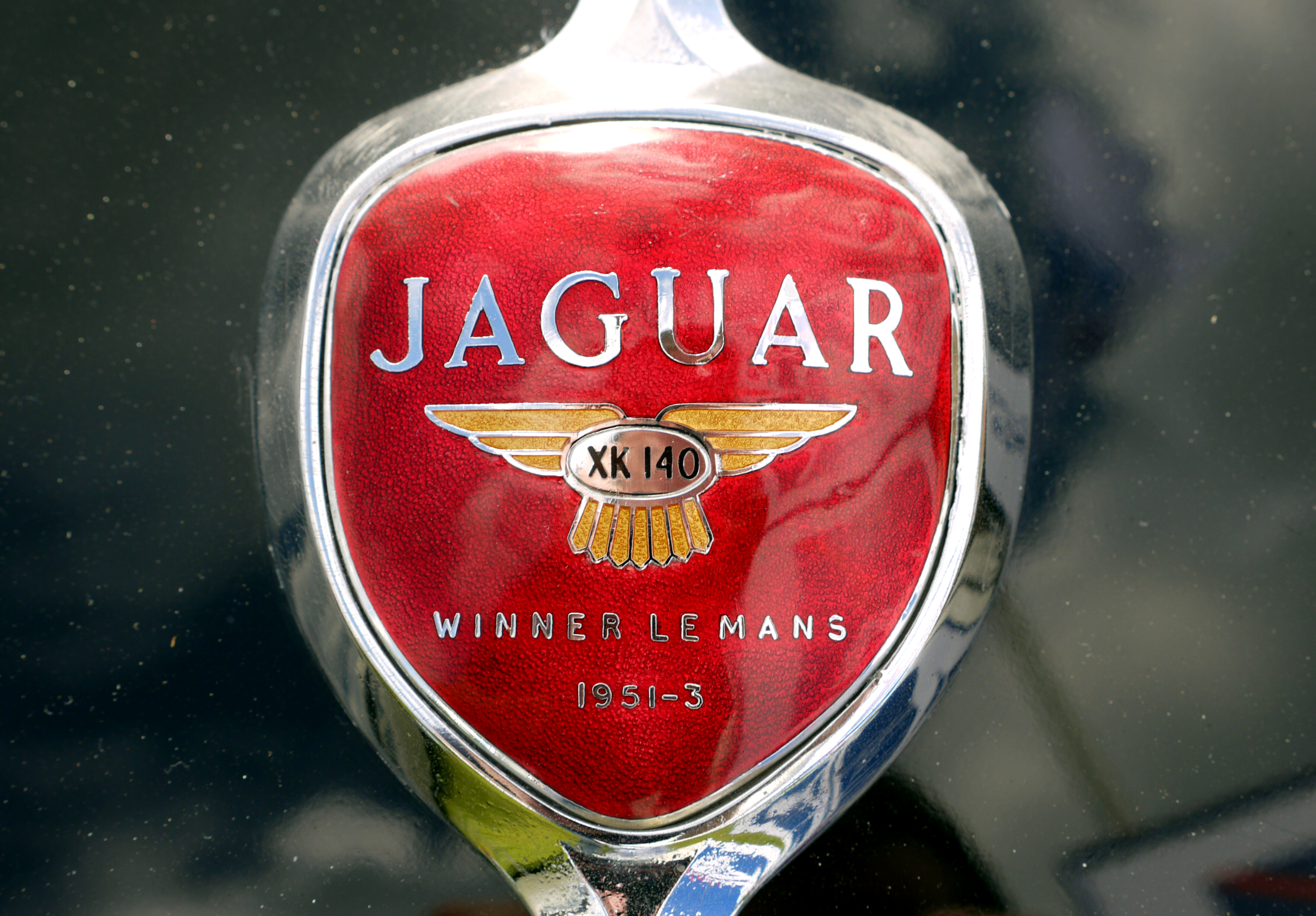
Palmarès des Jaguar C-Type aux 24 Heures du Mans sur le coffre
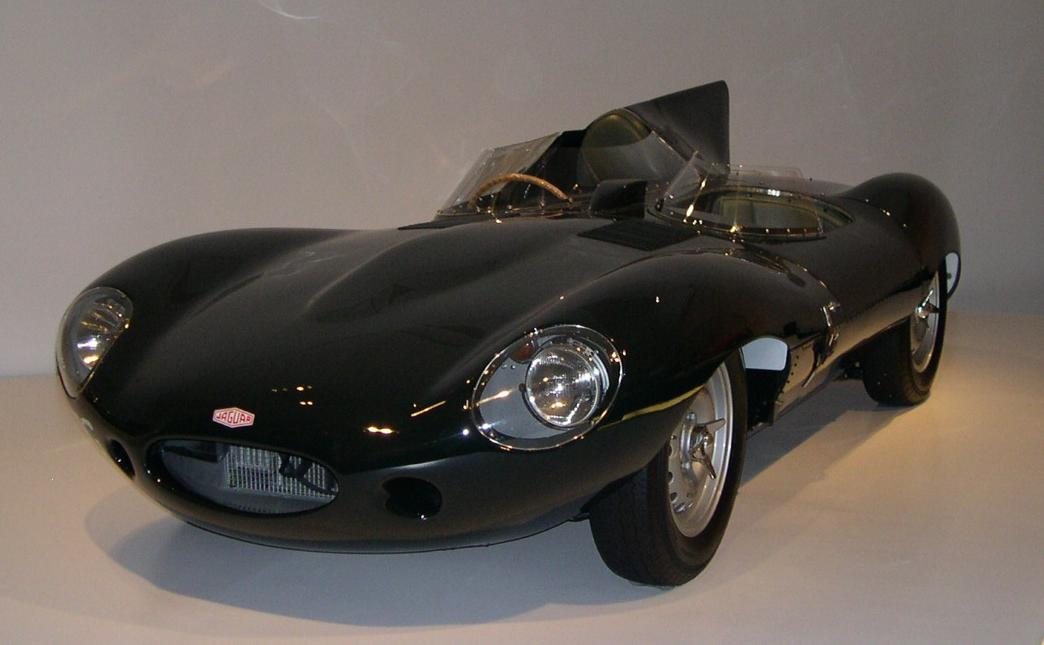
Jaguar D-Type, collection automobile de Ralph Lauren

La version compétition Jaguar D-Type (évolution de la Jaguar C-Type entre 1954 et 1957) remporte de façon dominante des 24 Heures du Mans 1955, 1956 et 1957...  
Aux 24 Heures du Mans 1956 une Jaguar XK140 SE Le Mans participa à l'épreuve, elle portait le numéro 6. Elle fut malheureusement disqualifiée pour un ravitaillement anticipé à la 21ème heure de course.   
La 140 incorpore un certain nombre d’améliorations techniques, en particulier en ce qui concerne le confort et l’agrément de conduite. Grâce à sa direction à crémaillère, et l'amélioration de la suspension, la XK140 offre une expérience de conduite plus routière que la XK120 à caractère plus sportif.

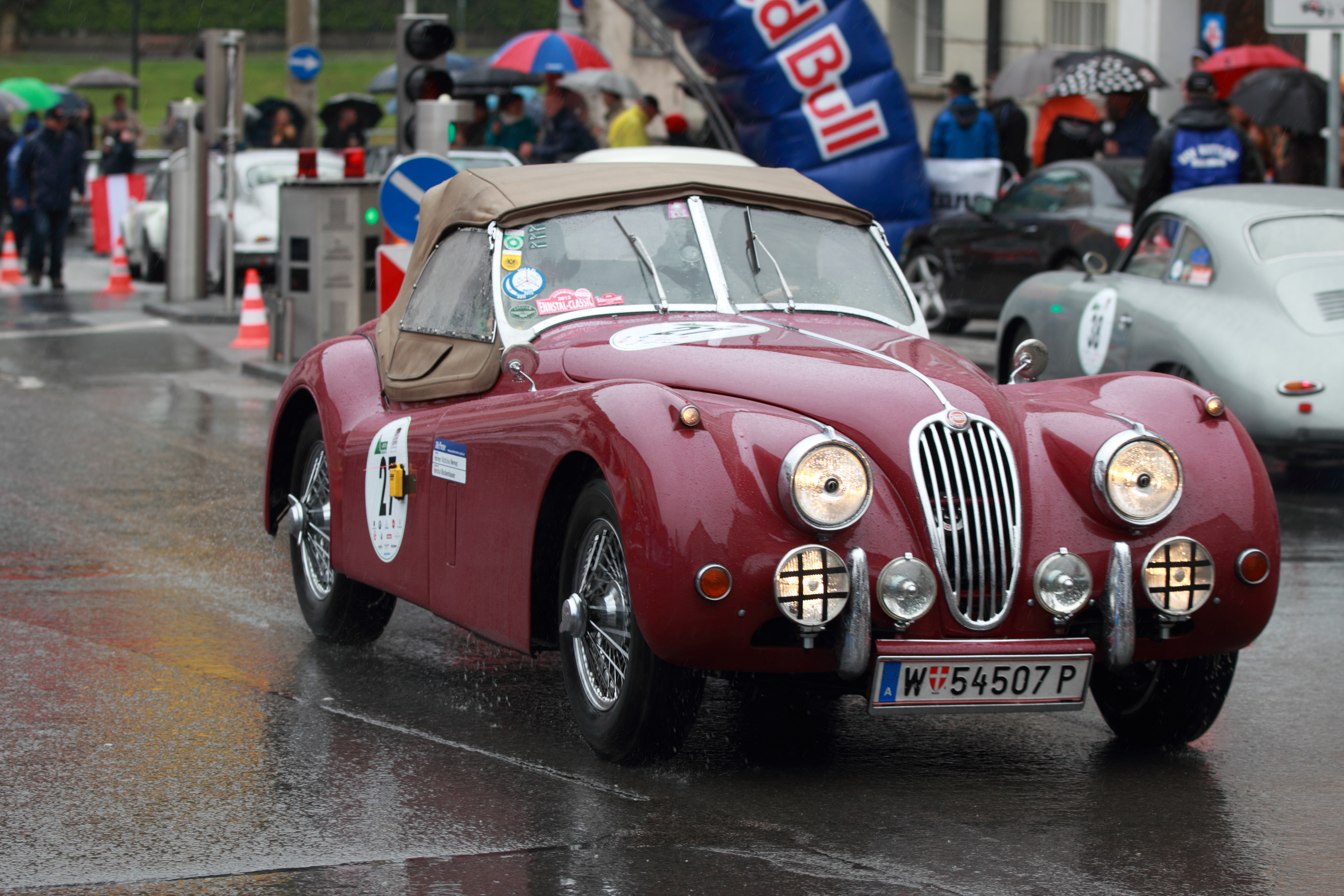
Course de côte du Gaisberg
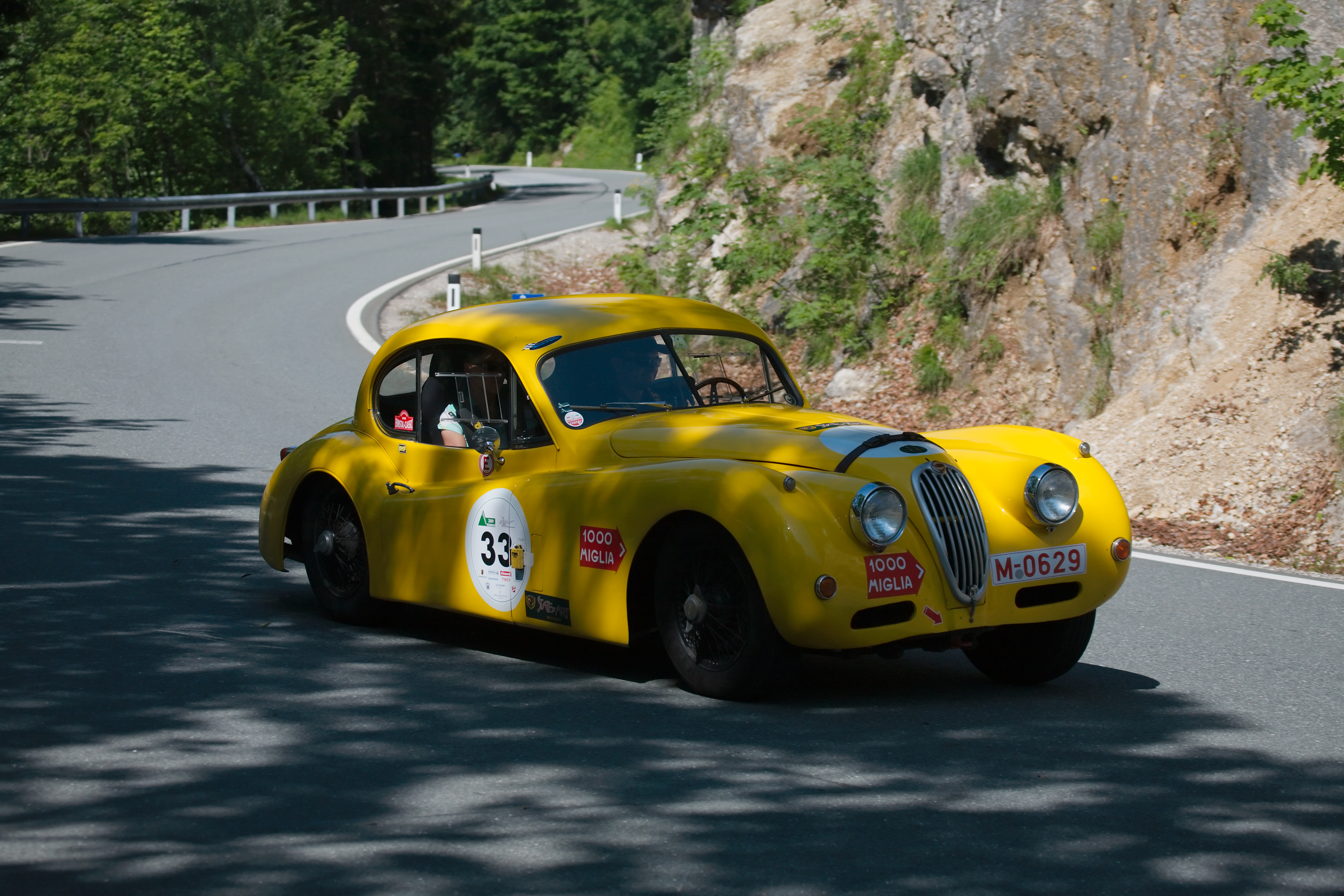
Course de côte du Gaisberg
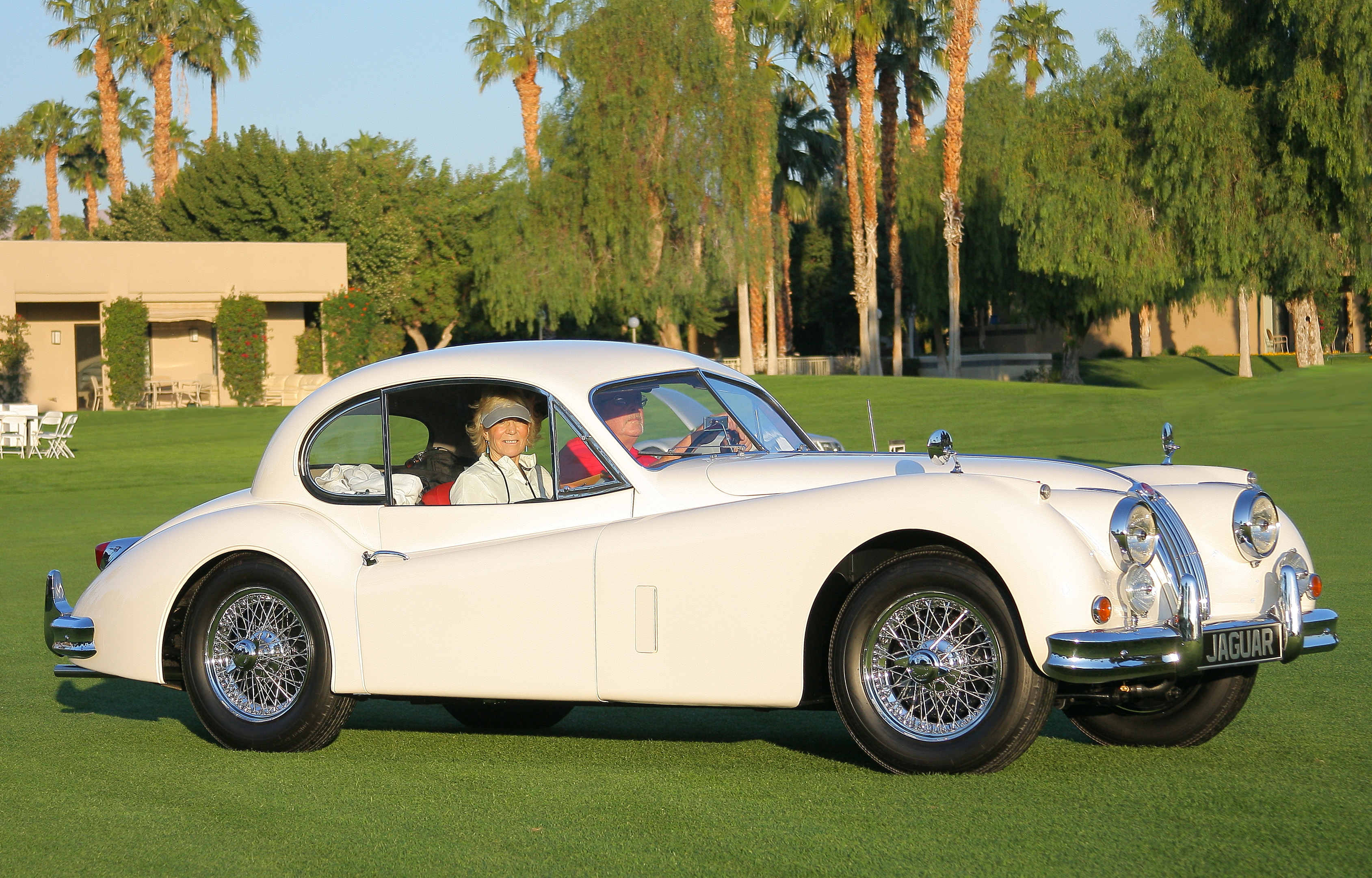
Concours d'élégance de Palm Springs (Californie)

Le moteur est avancé d’un peu moins de 10 cm, pour augmenter sensiblement l’espace de l'habitacle, et pour plus de place pour les jambes et une meilleure position de conduite. Les équipements de course ne sont plus proposés en option (il est toutefois possible de les obtenir en commande spéciale comme souvent chez Jaguar). À l’extérieur, les pare-chocs plus volumineux constituent le signe le plus visible avec une nouvelle calandre à lames plus larges et moins nombreuses et l’apparition de joncs chromés sur le capot et la malle arrière.
Le coupé gagne un petit siège arrière grâce au positionnement des deux batteries dans les ailes avant au lieu de leur logement derrière les sièges sur la 120. Les spats (jupes sur les roues arrière) sont fournies pour les roues acier. Les roues fils avec leur gros écrou central n’en laissaient pas la place. L’overdrive est en option, comme les roues fils, la radio et une transmission automatique (3 vitesses) deviennent disponibles en 1956 (encore le marché américain). Comme sur la 120, la 140SE (M aux  États-Unis) offre des roues fils, des feux anti-brouillard et un double échappement. 

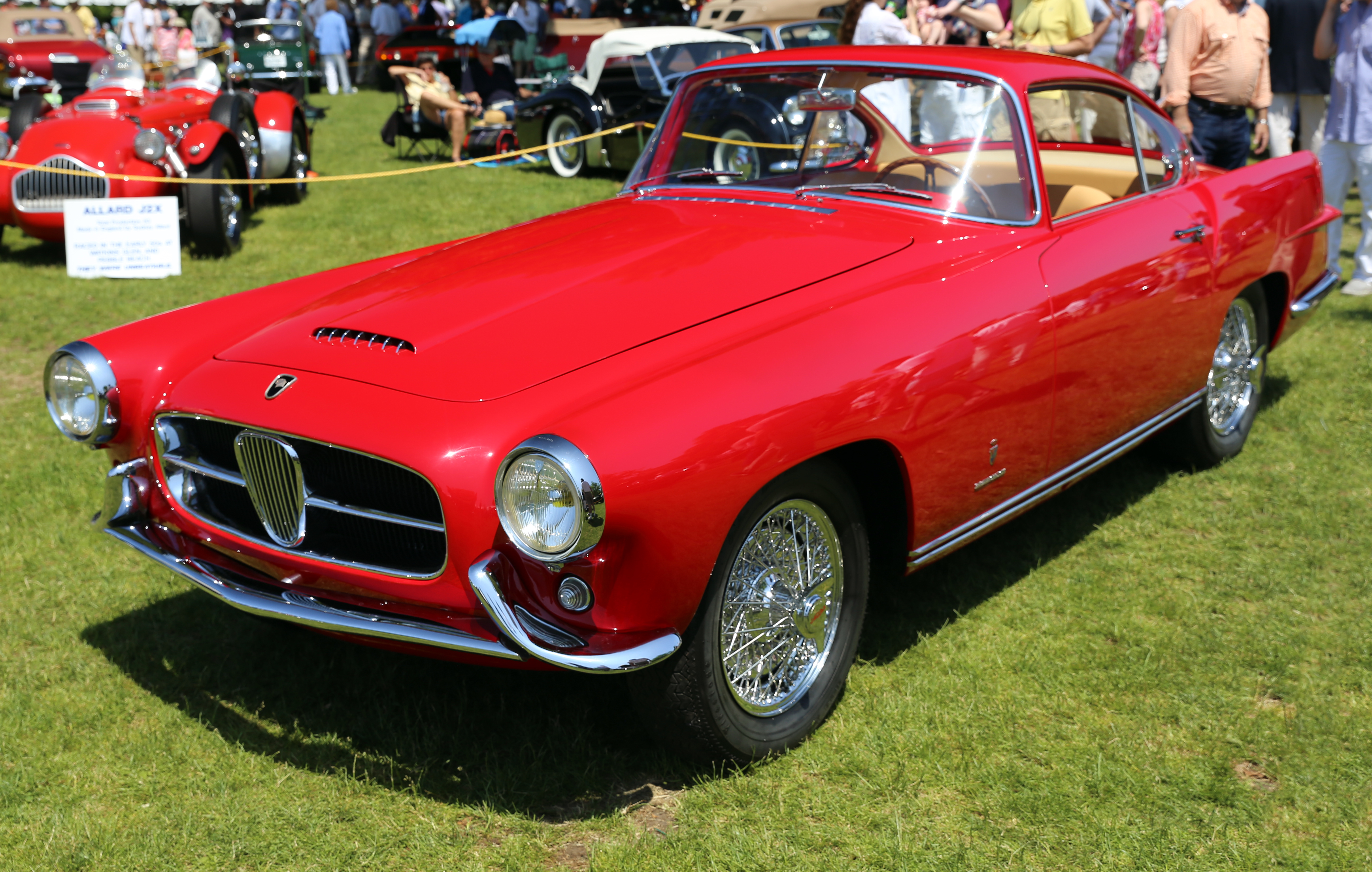
XK 140 MC fastback coupé Ghia, concours d'élégance de Greenwich
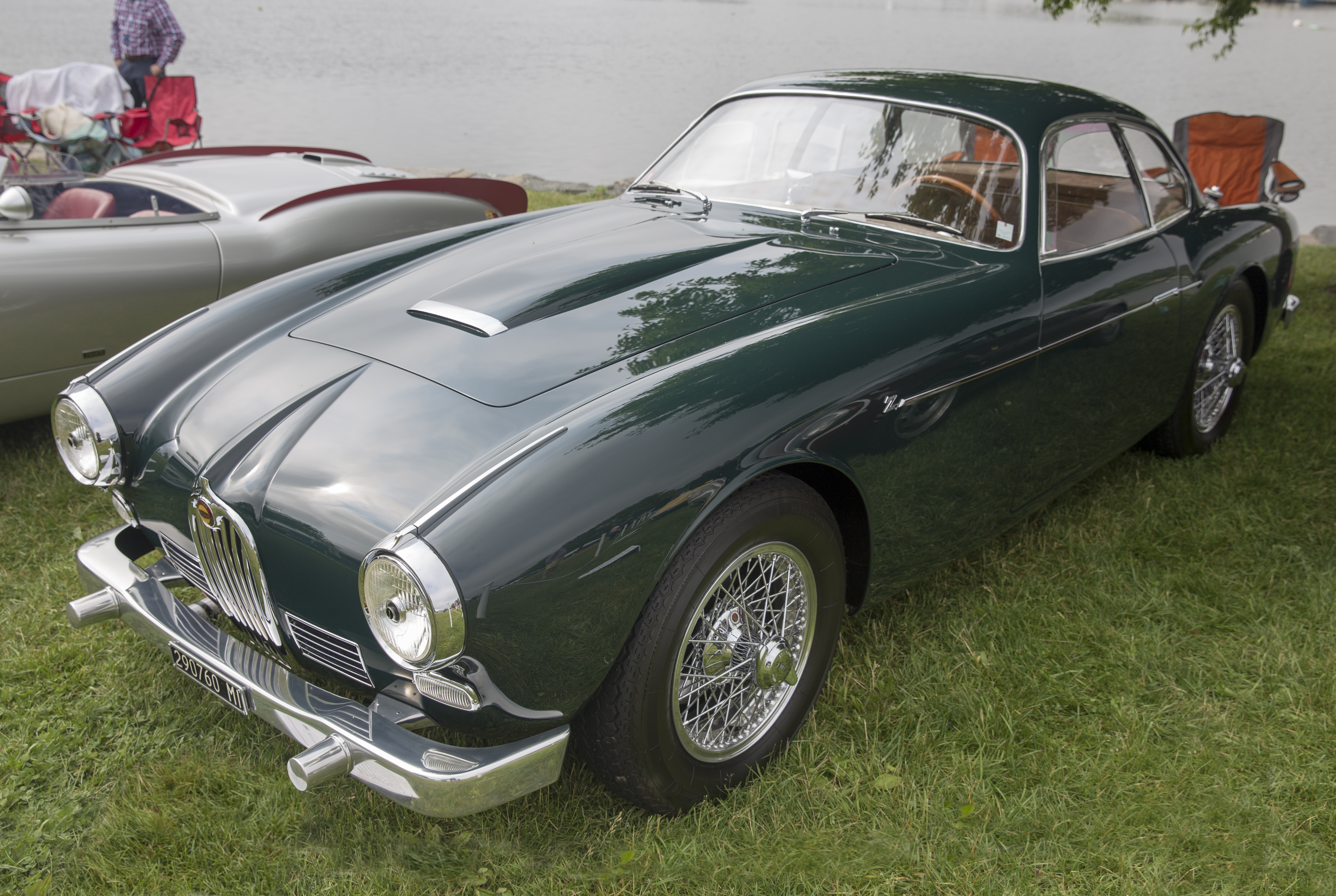
XK140 coupé Zagato, concours d'élégance de Greenwich
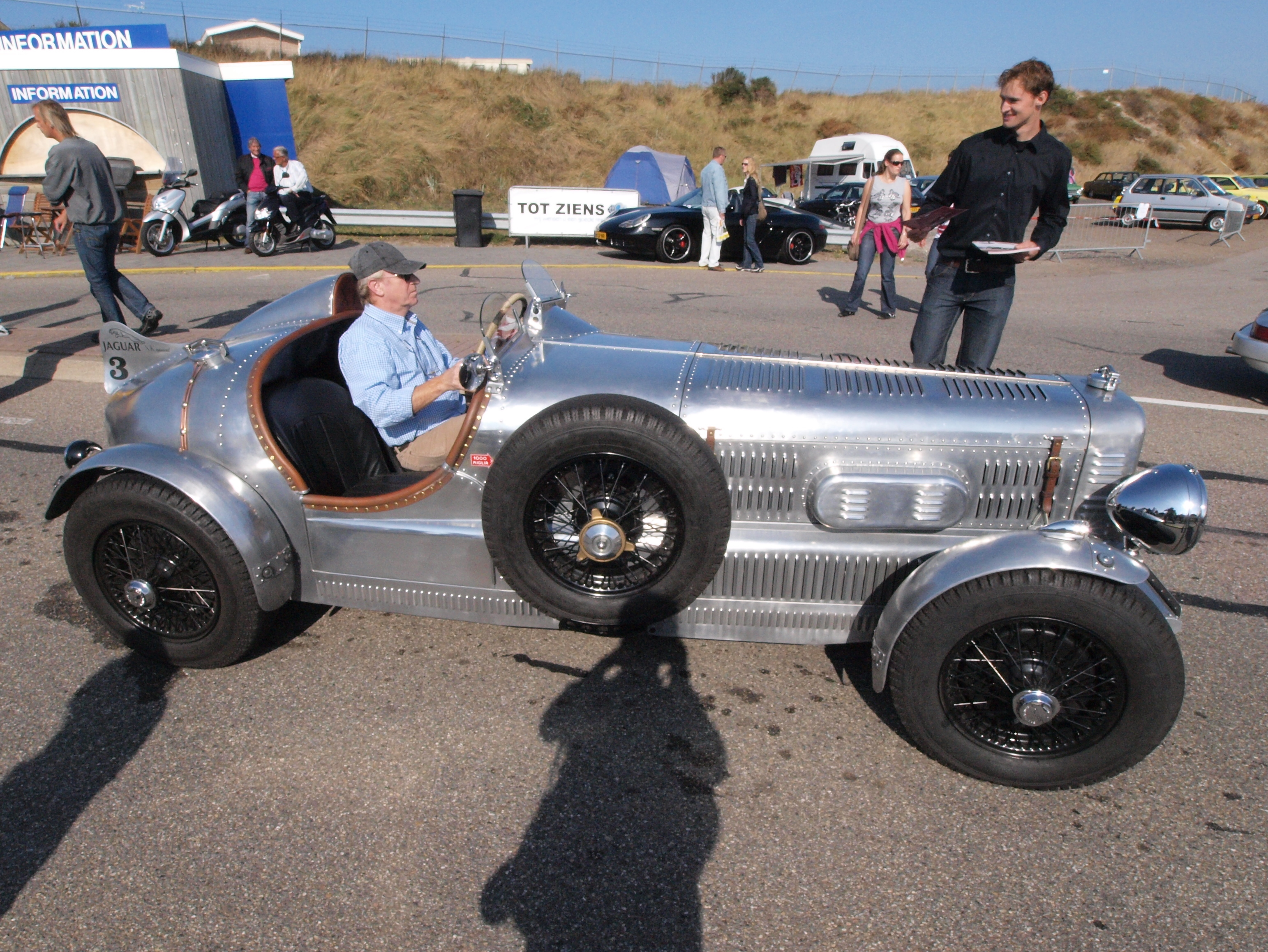
Jaguar XK140 Spéciale

En 1957 Les Jaguar XK150 lui succède, avec les Jaguar Type E de 1961 en compétition.